# République du Kosovo (1990-2000)
Cet article concerne le régime en place au Kosovo entre 1990 et 2000. Pour la république du Kosovo, depuis 2008 en particulier, voir Kosovo.
 (décembre 2022).
- Si vous ne connaissez pas le sujet, laissez ce bandeau (vous pouvez alors contacter les auteurs).
- Si vous supprimez le contenu mis en cause (vous pouvez préalablement contacter les auteurs),

argumentez précisément cette suppression dans la page de discussion
(un manque de référence n'est pas un argument ; une recherche réelle de référence doit avoir été effectuée, être formellement documentée).
1990–2000
Entités précédentes :
- Province autonome socialiste du Kosovo

Entités suivantes :
- Mission d'administration intérimaire des Nations unies au Kosovo (1999-2008)
- République du Kosovo(indirectement)

La république de Kosova, ou république du Kosovo (en albanais Republika e Kosovës), est un État sécessionniste, proclamé en 1991 par un parlement parallèle représentant la population albanaise ethnique du Kosovo. Ce proto-État fut reconnu seulement par la république d'Albanie, qui en est voisine. À son apogée, cette nouvelle république essaya d'établir ses propres institutions politiques parallèles, en opposition à celles de la province autonome de Kosovo-et-Métochie (province autonome de Serbie recouvrant le même territoire au sein de qui était alors la république fédérale de Yougoslavie), qui étaient installées à Belgrade.

## Histoire

### Proclamation de la république de Kosova
La province autonome socialiste du Kosovo fut établie en 1974 avec un haut degré d'autonomie au sein de la fédération de Yougoslavie. Cette autonomie fut réduite par des amendements constitutionnels en 1989, engendrant des manifestations massives de Kosovars albanophones, dont beaucoup furent arrêtés par les autorités yougoslaves. Cela aboutit à une déclaration d'état d'urgence en février 1990 et à la démission du Conseil provincial des ministres en mai.
En réponse à cette crise politique, l'assemblée provinciale dominée par les Albanais ethniques proposa que le Kosovo fût élevé au rang de « république » dans la Fédération yougoslave. Cette situation entraîna la dissolution de l'assemblée provinciale par le gouvernement serbe et l'affirmation d'un contrôle direct sur les institutions du Kosovo.
Les Albanais ethniques membres de l'assemblée dissoute se rencontrèrent en secret à Kačanik et proclamèrent une « république de Kosova » constituante de la Yougoslavie. Après approbation par un référendum non officiel tenu quelques jours plus tôt, l'assemblée déclara le 22 septembre 1991 que la « république de Kosova » était un État souverain et indépendant.

### Structures parallèles
Les Kosovares ont organisé un mouvement séparatiste pacifique, créant un certain nombre de structures parallèles au niveau de l'éducation, des soins médicaux et de la taxation.

### Intervention de l'OTAN et dissolution
La campagne menée par l'Armée de libération du Kosovo (UÇK, selon l’abréviation locale) se poursuivit jusqu’en janvier 1999 et fut portée à l'attention des médias du monde entier après de lourdes pertes enregistrées dans le village de Račak (l'incident de Račak). Une conférence internationale se tint alors à Rambouillet, en France, en février et mars et aboutit à la proposition d’un accord de paix (l'accord de Rambouillet) qui fut accepté par la partie albanaise ethnique, mais rejeté par le gouvernement yougoslave, ce dernier acceptant l’envoi d’observateurs internationaux de l’Organisation pour la sécurité et la coopération en Europe (OSCE) et de la Communauté européenne, mais refusant les envoyés de l’OTAN, qu’il estimait partiaux.
L'échec des pourparlers de Rambouillet entraîna immédiatement une campagne aérienne de bombardements par l'OTAN qui dura soixante-dix-huit jours contre la république fédérale de Yougoslavie, du 24 mars au 11 juin 1999, entraînant de nombreuses destructions d’infrastructures civiles serbes, et qui finit par contraindre les autorités yougoslaves à signer un accord technique militaire autorisant des « gardiens de la paix » de l'OTAN (KFOR) et une mission civile internationale (la MINUK) à entrer au Kosovo.
La MINUK assura le contrôle de l'exécutif, du législatif et du système judiciaire du Kosovo par l’entremise d’un représentant spécial du secrétaire général de l’ONU. Le premier représentant spécial fut le Français Bernard Kouchner, après l’intérim d’un mois assuré par le Brésilien Sérgio Vieira de Mello. Un Conseil de transition du Kosovo fut installé pour permettre aux chefs des partis politiques et des communautés du Kosovo d'être représentés dans les décisions. L'UÇK fut dissoute et remplacée par le Corps de protection du Kosovo, une organisation de réponse d'urgence civile légèrement armée.
La république de Kosova fut formellement abolie lorsque ses institutions furent remplacées par les institutions de la Structure administrative intérimaire jointe établie par la MINUK.

## Dirigeants politiques
Les dirigeants politiques de la république de Kosova ont été les suivants.

### Président
- 25 mai 1992 - 31 janvier 2000 : Ibrahim Rugova (en exil en Italie du 5 mai au 15 juillet 1999)

### Premiers ministres
- 1990-1991 : Jusuf Zejnullahu (en)[réf. nécessaire]
- 19 octobre 1991 - 31 janvier 2000 : Bujar Bukoshi (en exil de mai 1992 à août 1999 : à Ljubljana en Slovénie, puis à Bonn en Allemagne)
- 2 avril 1999 - 31 janvier 2000 : Hashim Thaçi (provisoire, en opposition)

### Président de l'Assemblée
- 7 septembre 1990 - 25 mai 1992 : Ilaz Ahmet Ramajli (par intérim jusqu'au 19 octobre 1991)